# Canton de Roura
Canton de Roura är ett arrondissement i Franska Guyana (Frankrike). Det ligger i den centrala delen av Franska Guyana, 30 km söder om huvudstaden Cayenne.